# ورزشگاه فدراسیون فوتبال افغانستان
ورزشگاه فدراسیون فوتبال افغانستان یک ورزشگاه در افغانستان است که در کابل واقع شده‌است.